# Espèra
Espèra (en francès Espère) és un municipi francès situat al departament de l'Òlt i a la regió d'Occitània.
El municipi té Espèra com a capital administrativa, i també compta amb els agregats de Posard i la Barta.

## Demografia
| 1841                                       | 1962 | 1968 | 1975 | 1982 | 1990 | 1999 | 2006 | 2017 |
| ------------------------------------------ | ---- | ---- | ---- | ---- | ---- | ---- | ---- | ---- |
| 443                                        | 257  | 353  | 560  | 768  | 799  | 881  | 939  | 1044 |
| Des de 1962: població sense dobles comptes |      |      |      |      |      |      |      |      |

## Administració
| Període   | Identitat        | Partit |
| --------- | ---------------- | ------ |
| 2001-2020 | Jean Petit       |        |
| 2020-2022 | Mathieu Redoulès |        |
| 2022-     |                  |        |